# Trofeo Alfredo Binda-Comune di Cittiglio 2023
De 47e editie van de Italiaanse wielerwedstrijd Trofeo Alfredo Binda-Comune di Cittiglio werd gehouden op zondag 19 maart 2023. De start lag in de fusiegemeente Maccagno con Pino e Veddasca en de aankomst in Cittiglio, ten oosten van het Lago Maggiore in Lombardije. Het was de zevende wedstrijd van de UCI Women's World Tour 2023. De Italiaanse Elisa Balsamo was titelverdedigster; zij werd opgevolgd door haar ploeggenote Shirin van Anrooij, die solo over de streep kwam. Achter haar won Balsamo de sprint van het uitgedunde peloton.

## Deelnemende ploegen
Twaalf van de vijftien World Tourploegen namen deel, aangevuld met twaalf continentale ploegen, waaronder het Belgische AG Insurance-Soudal Quick-Step.
| UCI-World Tourteams                                                              | UCI-World Tourteams                                                         | UCI-teams | UCI-teams |
| -------------------------------------------------------------------------------- | --------------------------------------------------------------------------- | --- | --- |
| Canyon-SRAM DSM FDJ-Suez Fenix-Deceuninck Israel Premier Tech Roland Jayco AlUla | Jumbo-Visma Liv Racing TeqFind Movistar SD Worx Trek-Segafredo UAE Team ADQ | Aromitalia-Basso Bikes-Vaiano AG Insurance-Soudal Quick-Step BePink Born To Win Ceratizit-WNT Isolmant-Premac-Vittoria | Laboral Kutxa-Fundación Euskadi Massi-Tactic Team Mendelspeck Piemonte Pedale Castanese A.S.D. Top Girls Fassa Bortolo Zaaf Cycling Team |

## Uitslag
| Plaats  | Naam                 | Ploeg                          | Tijd     |
| ------- | -------------------- | ------------------------------ | -------- |
| Winnaar | Shirin van Anrooij   | Trek-Segafredo                 | 3u39'32" |
| 2       | Elisa Balsamo        | Trek-Segafredo                 | + 23"    |
| 3       | Vittoria Guazzini    | FDJ-Suez                       | z.t.     |
| 4       | Arlenis Sierra       | Movistar                       | z.t.     |
| 5       | Soraya Paladin       | Canyon-SRAM                    | z.t.     |
| 6       | Silvia Persico       | UAE Team ADQ                   | z.t.     |
| 7       | Elise Uijen          | DSM                            | z.t.     |
| 8       | Justine Ghekiere     | AG Insurance-Soudal Quick-Step | z.t.     |
| 9       | Claire Steels        | Israel Premier Tech Roland     | z.t.     |
| 10      | Mavi García          | Liv Racing TeqFind             | z.t.     |
| 11      | Yara Kastelijn       | Fenix-Deceuninck               | z.t.     |
| 12      | Juliette Labous      | DSM                            | + 26"    |
| 13      | Marta Cavalli        | FDJ-Suez                       | z.t.     |
| 14      | Ricarda Bauernfeind  | Canyon-SRAM                    | z.t.     |
| 15      | Katarzyna Niewiadoma | Canyon-SRAM                    | z.t.     |
| 16      | Amanda Spratt        | Trek-Segafredo                 | + 30"    |
| 17      | Gaia Realini         | Trek-Segafredo                 | z.t.     |
| 18      | Lorena Wiebes        | SD Worx                        | + 1'30"  |
| 19      | Grace Brown          | FDJ-Suez                       | z.t.     |
| 20      | Marianne Vos         | Jumbo-Visma                    | + 1'31"  |

1974 · 1975 · 1976 · 1977 · 1978 · 1979 · 1980 · 1981 · 1982 · 1983 · 1984 · 1985 · 1986 · 1987 · 1988 · 1989 · 1990 · 1991 · 1992 · 1993 · 1994 · 1995 · 1996 · 1997 · 1998 · 1999 · 2000 · 2001 · 2002 · 2003 · 2004 · 2005 · 2006 · 2007 · 2008 · 2009 · 2010 · 2011 · 2012 · 2013 · 2014 · 2015 · 2016 · 2017 · 2018 · 2019 · 2020 · 2021 · 2022 · 2023 · 2024 · 2025
Tour Down Under ·
Cadel Evans Great Ocean Road Race ·
Ronde van de Verenigde Arabische Emiraten ·
Omloop Het Nieuwsblad ·
Strade Bianche ·
Ronde van Drenthe ·
Trofeo Alfredo Binda-Comune di Cittiglio ·
Brugge-De Panne ·
Gent-Wevelgem ·
Ronde van Vlaanderen ·
Parijs-Roubaix ·
Amstel Gold Race ·
Waalse Pijl ·
Luik-Bastenaken-Luik ·
La Vuelta España Femenina ·
Itzulia Women ·
Ronde van Burgos ·
RideLondon Classic ·
Ronde van Zwitserland ·
Giro Donne ·
Tour de France Femmes ·
Ronde van Scandinavië ·
GP de Plouay-Bretagne ·
Simac Ladies Tour ·
Ronde van Romandië ·
Ronde van Chongming ·
Ronde van Guangxi
Afgelaste wedstrijden: The Women's Tour ·
Postnord Vårgårda WestSweden